# Octobre 1941 (guerre mondiale)
Chronologie de la Seconde Guerre mondiale
Septembre 1941 - Octobre 1941 -  Novembre 1941
- 4 octobre : La Charte du Travail est promulguée par l’État français ; elle instaure des corporations par branches d'activité, dissout les syndicats et interdit les grèves.

- 13 octobre :

Le Groupe d'Armée Centre encercle 9 armées russes à Briansk et Viazma
- 14 octobre : 
  - L’armée allemande entre dans Kharkov.

- 16 octobre : 
  - Le gouvernement soviétique évacué à Kouïbychev.
  - Les armées allemande et roumaine s’emparent d’Odessa.

- 17 octobre :
  - Le gouvernement soviétique quitte Moscou.

- 20 octobre :

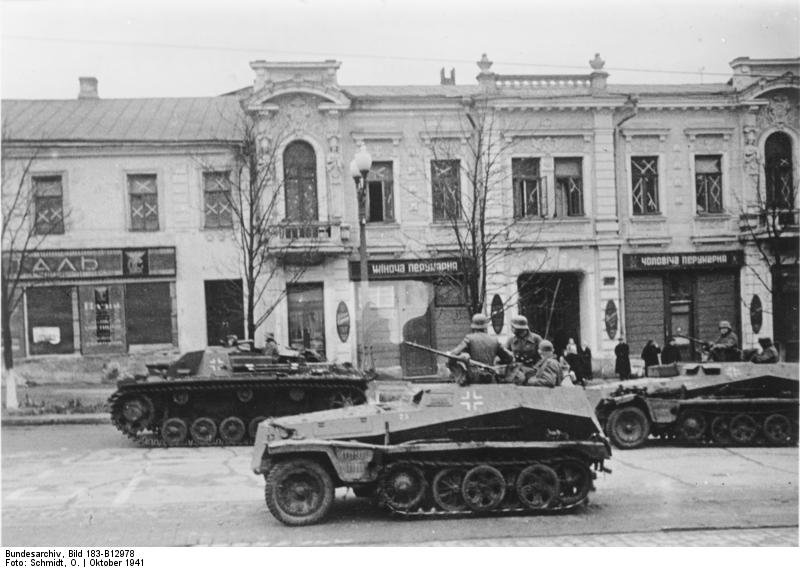
Les Allemands sont dans les rues de Kharkov.

  - Attentat à Nantes contre un officier allemand. En représailles, les Allemands fusillent 48 otages deux jours plus tard à Chateaubriant.
  - Encerclés depuis le 13 octobre, 9 armées russes se rendent aux Allemands du Groupe d'Armée Centre

- 21 octobre :
  - Attentat à Bordeaux contre un officier allemand. En représailles, les Allemands fusillent 55 otages deux jours plus tard.
  - Le général Joukov est chargé de défendre Moscou.
- 26 octobre :
  - dix partisans soviétiques sont pendus au centre de Minsk, par les soldats de la 707e division d’infanterie et des auxiliaires de la milice lituanienne.

- 27 octobre : 
  - L'armée roumaine massacre les Juifs d’Odessa.

- 30 octobre :
  - Début de la bataille de Sébastopol.